# Sản xuất cà phê tại Lào

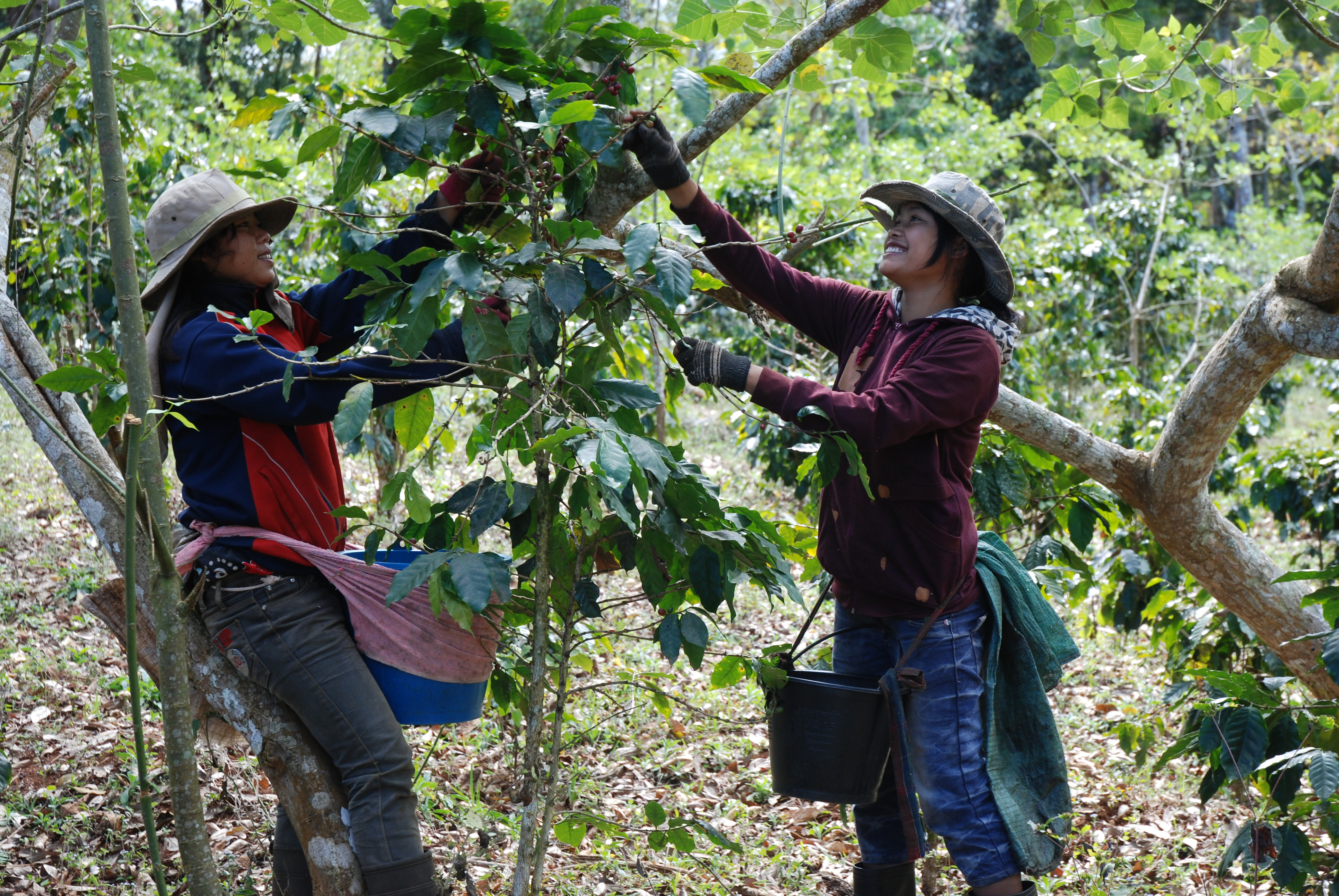
Thu hoạch cà phê ở Lào

Lào sản xuất hai loại cà phê chính là Robusta và Arabica. Robusta chủ yếu được sử dụng cho cà phê thông thường cũng như một thức uống cà phê điển hình ở Lào và làm ngọt bằng sữa đặc. Loại thứ hai, Arabica có chất lượng cao hơn do hương vị nhẹ nhàng và được dùng cho loại cà phê espresso. Đối với 20.000 tấn cà phê mà Lào sản xuất một năm, 5.000 tấn là hạt Arabica và 15.000 tấn là hạt Robusta.

## Cà phê Lào
Hạt cà phê Arabica sản xuất tại Lào “nổi tiếng với thân hạt trung bình và sự kết hợp giữa hương cam quýt nhẹ và tông màu hoa”. Lào sản xuất cà phê Robusta ở độ cao (1300 m.a.s.l.) không giống như các nước khác. Khoảng 95% cà phê Lào được thu hoạch ở Cao nguyên Bolaven. Cà phê là sản phẩm xuất khẩu lớn thứ năm của Lào. Cao nguyên Bolaven là nơi mà cà phê từng được trồng lần đầu tiên ở Lào dưới thời Pháp thuộc, cho đến nay vẫn còn đóng vai trò là vùng sản xuất chính của đất nước này. Một số loại được trồng bao gồm Arabica, Robusta và Liberica.
Mặc dù Lào là một trong số ít quốc gia trên thế giới có thể tự hào về hạt cà phê chất lượng cao, nhưng việc sản xuất không chỉ là sự khoe khoang đơn thuần. Ngành cà phê đóng vai trò quan trọng đối với nền kinh tế và mức sống của Lào. Hầu hết nông dân ở Lào sẽ có thu nhập thấp hơn đáng kể nếu họ sản xuất các loại cây trồng phổ biến như đậu nành, lúa, ngô, v.v... Tuy vậy, sản xuất cà phê cho phép họ kiếm được số tiền đủ để trang trải cho gia đình mình. Cà phê cũng là mặt hàng xuất khẩu chính của Lào. Nguồn nông dân dồi dào, tài nguyên đất đai và khí hậu phù hợp của Lào tạo ra khả năng cao sản xuất cà phê Arabica với số lượng lớn.

## Lịch sử sản xuất
Một số cây cà phê đầu tiên được thực dân Pháp du nhập vào đất đai và thổ nhưỡng của Lào vào khoảng năm 1915. Sau nhiều thử nghiệm và sai lầm khi cố gắng thu hoạch hạt cà phê ở miền bắc, người Pháp nhận ra rằng miền nam Lào là nơi lý tưởng dùng để trồng cây cà phê. Cách đây hàng triệu năm đã có một vụ phun trào núi lửa ở phía nam, khiến vùng đất phía nam chứa nhiều khoáng chất lý tưởng cho việc sản xuất cà phê. Miền nam cũng là nơi có Cao nguyên Bolaven vẫn là vùng sản xuất chính của Lào.
Cao nguyên Bolaven nằm trong khu vực được gọi là Paksong, nơi có thảm thực vật quanh năm tươi tốt. Đất đai trù phú của vùng này không chỉ là lý do thích hợp cho việc sản xuất cà phê, mà còn có độ cao từ 800 đến 1350 mét và khí hậu mát mẻ tiện cho du khách tới đây tham quan và nghỉ dưỡng.. Chính phủ Lào trong suốt hai mươi năm qua và vẫn tiếp tục hợp tác với những người thu hoạch cà phê để trồng nhiều cây Arabica hơn, vì nó cho giá cao hơn và do vậy giúp tăng thu nhập của nông dân. Có 20.000 cộng đồng trồng cà phê tại 250 ngôi làng ở Lào và nhiều gia đình trong số này sống dựa vào nghề trồng cà phê.